# Georges Bonnet
Georges-Étienne Bonnet (ur. 22 lipca 1889 w Bassillac, zm. 18 czerwca 1973 w Paryżu) – francuski polityk Partii Radykalno-Socjalistycznej. 
W latach 1925–1940 wielokrotnie mianowany ministrem, m.in. finansów (1933-1934; 1937-1938), handlu i przemysłu (1930; 1935-1936), spraw zagranicznych (1938-1939) oraz sprawiedliwości (1939-1940). W latach 1936–1937 ambasador Francji w Stanach Zjednoczonych.
Opowiadał się za ustępstwami na rzecz III Rzeszy i popierał politykę appeasementu. Był przeciwny wypowiedzeniu wojny Niemcom w 1939.
Napisał m.in. wspomnienia Défense de la paix.